# ジャウンプル・スルターン朝

ジャウンプル・スルターン朝

ジャウンプル・スルターン朝（ジャウンプル・スルターンちょう）は、北インドのアワド地方を支配したイスラーム王朝（1394年 - 1479年）。ジャウンプル王国、シャルキー朝とも呼ばれる。

## 概要
北インドを支配していたトゥグルク朝は、14世紀末に入ると王族間で内紛を起こして衰退した。
マフムード・シャーの宦官で宰相を務めていたホージャ・ジャハーン（マリク・サルワル）はこのような中で、1394年にジャウンプルにて独立してスルターン・アッシャルキー（東方の王）と称した。
1398年、トゥグルク朝はティムールの侵略を受けて壊滅的打撃を蒙った。このため、ホージャ・ジャハーンの養子であるシャムスッディーン・ムバーラク・シャーはトゥグルク朝の弱みに付け込み、その独立を宣言した。

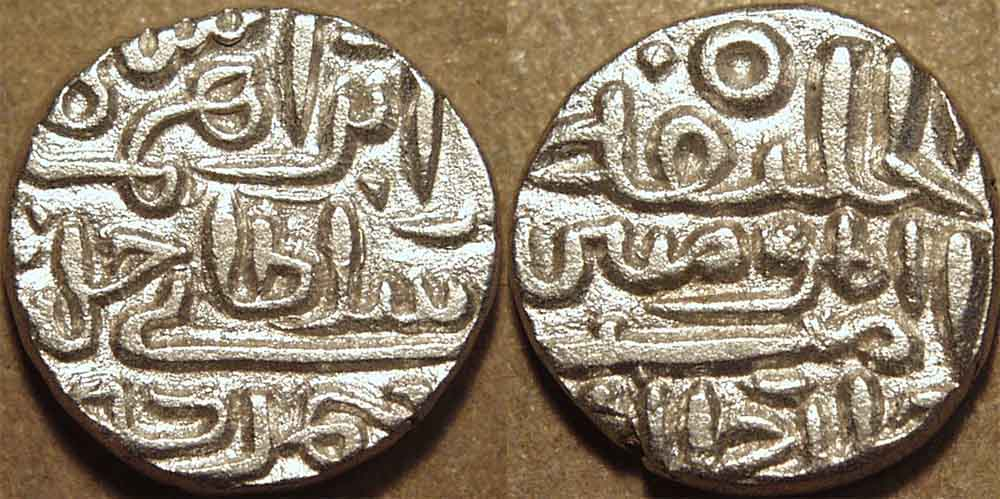
シャムスッディーン・イブラーヒーム・シャーのコイン

ムバーラク・シャーの治世は短期間で終わり、その弟のシャムスッディーン・イブラーヒーム・シャーが即位すると王朝は全盛期を迎えた。このスルターンの治世は38年の長きに及び、ジャウンプルはインドの学問・文化の中心都市として発展し、壮大な入口を持つこの地域特有のモスクが建設された。これにはトゥグルク朝崩壊後、「東のシーラーズ」とまで称されたデリー・スルターン朝が衰退し、文化人や知識人が東に避難してきて人材が集まったことも大きかった。
だが、イブラーヒームの時代が終わると、王朝の繁栄に陰りが見え始めてきた。イブラーヒーム・シャーの後を継いだナーシルッディーン・マフムード・シャーは1452年以降、サイイド朝崩壊後に成立したローディー朝と27年にも及ぶ戦争を引き起こした。その理由として、彼はサイイド朝の王女を妻としており、またローディー朝が脅威となる前に成立して間もない段階で叩こうと考えたからであった。
1457年、マフムード・シャーが死ぬと、戦争のさなかに王朝内で内紛があった。息子のムハンマド・シャーが王位を継承したものの、弟のフサイン・シャーが反乱を起こし、彼はカナウジで殺害された。
1479年、フサイン・シャーはローディー朝のバフルール・ローディーに敗れて、ベンガル・スルターン朝に逃げ、王国は滅亡した。

## 歴代君主
- ホージャ・ジャハーン
- シャムスッディーン・ムバーラク・シャー
- シャムスッディーン・ムバーラク・シャー
- ナーシルッディーン・マフムード・シャー
- ムハンマド・シャー
- フサイン・シャー